# Пісні Гіперіона
«Пісні́ Гіперіо́на» (англ. Hyperion Cantos) — цикл науково-фантастичних творів Дена Сіммонса. До складу циклу входять чотири романи — «Гіперіон» (1989), «Падіння Гіперіона» (1990), «Ендіміон» (1996), «Схід Ендиміона» (1997), а також кілька оповідань. Назва дана за вигаданою епічною поемою «Пісні Гіперіона», написаною одним з персонажів.
«Пісні Гіперіона» — один із найвідоміших науково-фантастичних літературних циклів 1980—1990 років. Його події відбуваються у далекому майбутньому, де планета Земля була за загадкових обставин втрачена, що спонукало людство активно колонізувати космос. Цикл не обмежується класичною космічною науковою фантастикою. У його книгах глибоко розглядаються питання релігії, війни, екології, літератури, зради та вірності, кохання, штучного інтелекту.
Найкращим твором з циклу більшість критиків визнають саме перший роман: «Гіперіон», який отримав у 1990 році декілька престижних премій як найкращий роман року.
На тетралогію значною мірою вплинув англійський поет XIX століття Джон Кітс, активно використовуються його цитати, багато власних назв та імен походить з його творчості або життєвого шляху.

## Твори

### Романи
- «Гіперіон» (англ. Hyperion) (1989) — роман-обрамлення, що оповідає про подорож групи паломників до Гробниць Часу. Послані церквою на фоні кризи держави людства Гегемонії, ці паломники діляться одне з одним своїми історіями, так чи інакше пов'язаними з мешканцем Гробниць — Ктирем.
- «Падіння Гіперіона» (англ. The Fall of Hyperion) (1990) — паломники досягають Гробниць Часу і розходяться в думках щодо Ктиря. Одні прагнуть знайти його, щоб попросити про допомогу, інші — знищити. Тим часом Гегемонія стоїть на порозі відкритого конфлікту зі штучними інтелектами, без яких її діяльність немислима, і Вигнанцями — людьми-мутантами з-за меж Гегемонії. Ктир же сам знаходить мандрівників.
- «Ендіміон» (англ. Endymion) (1996) — події відбуваються через 272 роки після попередньої книги, подаючись як спогади Рола Ендіміона. Гегемонія впала, її планети розділені й відкинуті в розвитку назад, а величезну владу отримала церква. Трильйони людей «охрещені» імплантатами хрестоформами, які слугують символами віри і дають змогу тілесно воскресати, маючи і маловідомі побічні функції. Тільки окремі планети відкидають «хрещення». Засудженого до смертної кари Рола Ендіміона рятує поет Силен і доручає врятувати дівчинку Енею, яка має стати месією, котра поверне людству велич.
- «Схід Ендіміона(інші мови)» (англ. The Rise of Endymion) (1997) — після смерті Папи починається боротьба за владу в церкві. Енея, навчившись на знайденій Землі, стає месією, даючи «причастя», яке звільняє від хрестоформ. В протистоянні церкви та місії Енеї розкриваються таємниці Ктиря, минулого людства і його можливостей, будучи вільним.

### Твори короткої форми
- «Пам'ятаючи про Сірі» (англ. Remembering Siri) (1983)
- «Смерть кентавра» (англ. The Death of the Centaur) (1990)
- «Сироти спіралі» (англ. Orphans of the Helix) (1999)

## Світ серії
Події творів серії починаються в XXIX столітті, коли людство колонізувало близько 200 планет, об'єднаних у Всемережжя (англ. WorldWeb). Всі вони пов'язані між собою арками, які дозволяють миттєво телепортуватися від однієї до іншої. До активної колонізації людство підштовхнуло зникнення Землі в ході фізичного експерименту з чорною дірою, початого на території нинішньої України в 2238 році, що став відомим як Велика Помилка. Впродовж століття чорна діра, поміщена в ядро планети, руйнувала Землю. Розселення, назване Гіджрою, супроводжувалося відкриттям сотень придатних для життя планет, Нових Земель. Всередині утвореної держави Гегемонії з часом сформувалося Всемережжя. Декотрі колоністи, знані як Вигнанці, зазнали змін своєї будови, породивши похідні від сучасних людей види, які зневажаються і переслідуються Гегемонією. Кожна з планет Мережі має телепортаційну арку, портал перекидача (англ. Farcaster portal). Крізь усі арки протікають води ріки Тетіс, таким чином символічно і буквально єднаючи їх у одну державу. Планети Всемережжя обслуговуються інфосферою (англ. datasphere) — системою напіврозумних комп'ютерів. Вони своєю чергою перебувають під владою ШтІнтів — штучних інтелектів (англ. Artificial Intelligence, AI), котрі містяться в ніким не баченому ТехноКорді (англ. TechnoCore). Вони здатні маніпулювати силами нематеріального простору Зв'язкової Порожнечі (англ. The Void Which Binds), що дає змогу керувати простором і часом.
Романи «Ендіміон» і «Сходження Ендіміона» описують світ після падіння Гегемонії та Всемережжя. На її залишках сформувалася держава Пасема. Величезний вплив у ній має церква, очолювана Папою, яка надає всім жителям хрестоформи — синтетичні органи, які забезпечують безсмертя. Хрестоформа імплантується людям і з часом проростає тонкими нитками всередині всього тіла. В разі смерті навіть з крихітного фрагмента хрестоформи можна повністю відновити тіло і пам'ять людини. Повсюдне «хрещення» хрестоформою призвело до занепаду медицини — замість лікувати хворих стало ефективнішим вбивати їх і воскрешати цілком здоровими. Також надсвітлові польоти зробилися швидкими завдяки загибелі екіпажів при надвисоких перевантаженнях і подальшому відродженні в кінцевих пунктах. Побічним ефектом є неможливість видалити хрестоформу, не вбивши носія. Поступова розумова деградація та втрата статевих ознак з кожним новим воскресінням подолані Церквою у невідомий спосіб. Для більшості є таємницею, що і телепортаційні арки, і хрестоформи служать ШтІнтам, які використовують мізки людей як свої співпроцесори, що приймають частину обчислень. Кінцевою ціллю ШтІнтів є створити власного Бога з використанням Зв'язкової порожнечі.
Ключовою для серії є планета Гіперіон, оспівана земним письменником Мартіном Силеном, що розміщена на краю відомих людству просторів і має численні таємниці. Саме там було знайдено перші хрестоформи. На Гіперіоні розташовані лабіринти Гробниць Часу (англ. Time Tombs), які, як вважається, створені людьми ще дальшого майбутнього, що постійно рухаються у зворотному потоці часу — з майбутнього до минулого. Іноді знаходяться сміливці, які вирушають в паломництво до Гробниць знайти порятунок чи відповіді на свої питання. Біля гробниць зустрічається загадкова істота Ктир (англ. Shrike), котра зазвичай жорстоко вбиває паломників, але поодиноких робить своїми обранцями і здатна видаляти хрестоформи.

## Головні дійові особи
- Ктир (Шрайк) — головний антигерой романів, людиноподібне чудовисько, що зустрічається біля Гробниць Часу. Це триметрова металева істота, вкрита лезами, яка миттєво переноситься в часі й просторі. Ктир — бог Церкви Останньої Спокути, має інші назви: Аватара, Повелитель Болю. Для віруючих він ангел спокути, який прийшов з майбутнього, щоб покарати людство за його гріхи. Вигнанці ж вірять, що він посланий з майбутнього їхніми нащадками для порятунку людей від прихованої диктатури ТехноКорду. Кожен рік із Всемережжя до нього вирушали паломництва. За легендою, кожен з них розповідає Ктирю своє бажання й одне з них він виконує. Інших же Ктир насаджує на Дерево Болю зі сталі та хрому, де вони висять, зазнаючи нестерпних мук. Крім того, Ктир єдиний, хто здатний на свій розсуд позбавити людину хрестоформи.
- Консул — власне ім'я не фігурує в жодному романі «Пісень». Уродженець Мауї-Заповітної, онук Сірі та Мерріка, головних провідників повстання проти Гегемонії. Відомий дипломат, що працював на Брешії та Гіперіоні. Був послом Гегемонії до Вигнанців. Один з декількох тисяч людей, які мають власний космічний корабель.
- Лінар Гойт — римо-католицький священник, носить на собі дві хрестоформи: свою та отця Поля Дюре.
- Федман Кассад  — палестинець віку біля сорока років, уродженець району Фарсида на Марсі. Полковник ВКС у відставці. «М'ясник Південної Брешії». Він вже зустрічався з Ктирем до початку паломництва.
- Ламія Брон  — приватний детектив, що розкрила змову ШтІнтів проти людства. Прізвище її узято із життя Кітса, ім'я — з його творчості. Народилася на Лузі. Її батько — відомий у минулому сенатор, який вчинив загадкове самогубство.
- Гет Мастін — найзагадковіший серед усіх пілігримів. Він тамплієр, мешканець планети Гай Богів, капітан корабля-дерева «Іггдрасіль», на якому паломники прилетіли до системи Гіперіона.
- Мартін Силен — відомий у минулому поет, автор багаточастинного бестселера «Вмируща Земля». Народився на Старій Землі незадовго до її саморуйнування. Ще один з паломників, який у минулому зустрічався з Ктирем і той став його музою.
- Сол Вайнтрауб — єврей, відомий у вузьких колах вчений-етик. На Гіперіон його змусила поїхати загадкова хвороба його доньки Рахілі. Так звана «хвороба Мерліна» змушує дівчинку рости в зворотному напрямку, тобто не старіти, а молодіти.
- Отець Поль Дюре  — священник, головною метою свого життя бачить відновлення католицької церкви. Під час перебування на Гіперіоні зустрів загадкових людей, які за допомогою паразита-хрестоформи здобули безсмертя, але при цьому дуже деградували. Крім втрати вторинних статевих ознак, вони не відзначалися інтелектом і дали хрестоформу Дюре. Щоб не перетворитися на одного із них під впливом загадкового паразита, він добровільно розіп'яв себе на дереві Тесли.

## Переклади українською
- Ден Сіммонс. Гіперіон. Переклад з англійської: Богдан Стасюк; ілюстрації: Олег Кіналь. Тернопіль: «НК-Богдан». 2016. 448 стор. іл. (Серія «Чумацький шлях»). ISBN 978-966-10-4643-5
  - (альтернативна серія) Ден Сіммонс. Гіперіон. Переклад з англійської: Богдан Стасюк. Тернопіль: «НК-Богдан». 2016. 608 стор. (Серія «Горизонти фантастики»). ISBN 978-966-10-4678-7
  - (альтернативна серія) Ден Сіммонс. Гіперіон. Переклад з англійської: Богдан Стасюк. Тернопіль: «НК-Богдан». 2016. 608 стор. (Серія «Горизонти фантастики» (диван)). ISBN 978-966-10-4679-4
- Ден Сіммонс. Падіння Гіперіона. Переклад з англійської: Богдан Стасюк та Олена Кіфенко; ілюстрації: Олег Кіналь. Тернопіль: «НК-Богдан». 2017. 512 стор. іл. (Серія «Чумацький шлях»). ISBN 978-966-10-4715-9
  - (альтернативна серія) Ден Сіммонс. Падіння Гіперіона. Переклад з англійської: Богдан Стасюк та Олена Кіфенко; Тернопіль: «НК-Богдан». 2016. 608 стор. (Серія «Горизонти фантастики»). ISBN 978-966-10-4678-7
  - (альтернативна серія) Ден Сіммонс. Падіння Гіперіона. Переклад з англійської: Богдан Стасюк та Олена Кіфенко; Тернопіль: «НК-Богдан». 2016. 608 стор. (Серія «Горизонти фантастики» (диван)). ISBN 978-966-10-5252-8
- Ден Сіммонс. Ендіміон. Переклад з англійської: Галина Михайловська; ілюстрації: Олег Кіналь. Тернопіль: «НК-Богдан». 2018. 544 стор. іл. (Серія «Чумацький шлях»). ISBN 978-966-10-5300-6
  - (альтернативна серія) Ден Сіммонс. Ендіміон. Переклад з англійської: Галина Михайловська; ілюстрації: Олег Кіналь. Тернопіль: «НК-Богдан». 2018. 816 с. (Серія «Горизонти фантастики»). ISBN 978-966-10-5299-3
  - (альтернативна серія) Ден Сіммонс. Ендіміон. Переклад з англійської: Галини Михайловської ; ілюстрації Олег Кіналь. Тернопіль: «НК-Богдан». 2018. 816 с. (Серія «Горизонти фантастики» (диван)). ISBN 978-966-10-5301-3
- Ден Сіммонс. Схід Ендіміона. Переклад з англійської: Галина Михайловська; ілюстрації: Олег Кіналь. Тернопіль: «НК-Богдан». 2018. 720 стор. іл. (Серія «Чумацький шлях»). ISBN 978-966-10-5302-0